# Hrstková polévka
Hrstková polévka (též trošková polévka nebo ščedračka) je tradiční polévkou z české kuchyně. Původně pochází z oblasti Hané a Valašska. Připravuje se z několika „hrstek“ různých druhů luštěnin a dalších surovin.

## Příprava
Polévka se připravuje z několika druhů luštěnin, přitom od každé luštěniny se dá do polévky hrstka. Mezi používané luštěniny patří čočka, hrách, fazole a někdy také cizrna. Dále se přidává hrstka krup (případně pohanky), a někdy také kořenová zelenina, cibule nebo brambory. Na přípravu polévky se také často používá vývar a zahušťuje se jíškou. Hrstková polévka se často koření česnekem, majoránkou, bobkovým listem, paprikou, pepřem nebo kmínem.